# Mikuni World Stadium Kitakyushu
Mikuni World Stadium Kitakyushu (ミクニワールドスタジアム北九州?) es un estadio de fútbol y rugby ubicado en la localidad de Kitakyushu, Prefectura de Fukuoka, Japón. Tiene una capacidad de 15.300 personas sentadas, y se inauguró el 18 de febrero de 2017 con un partido de rugby. El club japonés Giravanz Kitakyushu está usando las instalaciones desde el año 2017. 

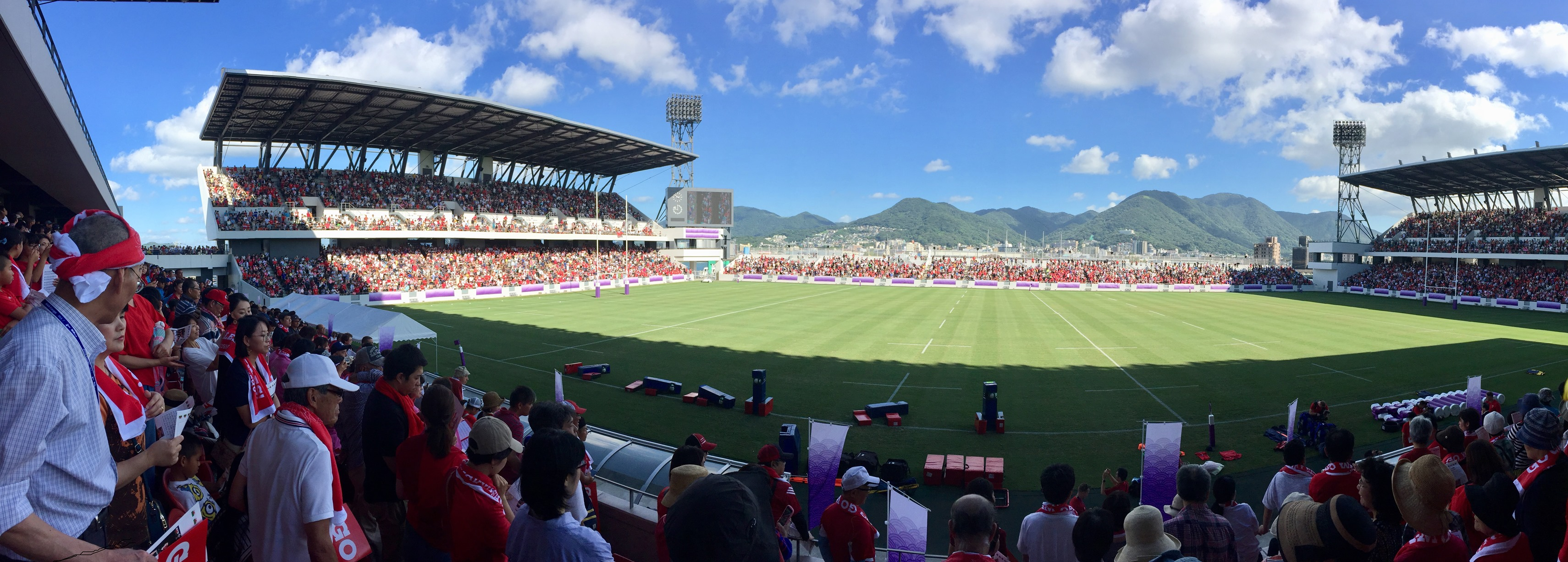
El estadio que alberga la sesión de práctica pública previa a la Copa del Mundo de la selección de rugby de Gales el 16 de septiembre de 2019

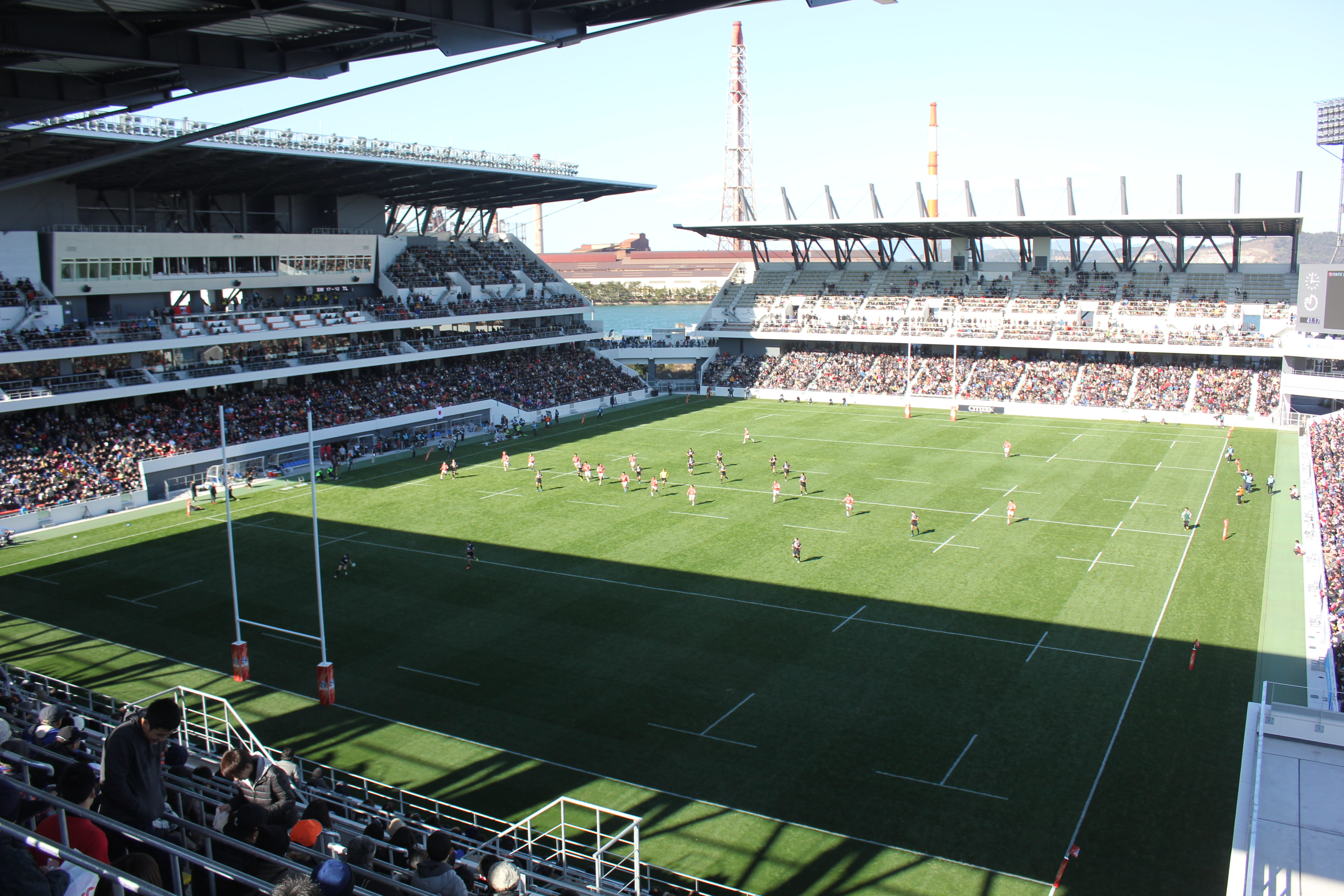
Estadio Mikuni World

Se le ha llamado Mikuni World Stadium Kitakyushu por los derechos de denominación (naming rights).
El 16 de septiembre de 2019, la selección nacional de rugby de Gales practicó en este estadio con todas las ubicaciones colmadas: Oficialmente 15.300 sentados, más gente de pie. Este fue un evento previo a la Copa Mundial de Rugby 2019 que se llevó a cabo en Japón.
El 29 de marzo de 2021, el seleccionado sub-23 de Argentina de fútbol perdió 3 a 0 ante la selección de Japón en partido de preparación para los juegos Olímpicos de Tokio.
El 25 de junio de 2022, la selección de rugby de Japón organizó un partido de práctica contra la Selección de Rugby de Uruguay.